# Chris Bambridge
Pour les articles homonymes, voir Bambridge.
Christopher Francis Bambridge dit Chris Bambridge (né le 7 octobre 1947) est un ancien arbitre australien de football.

## Carrière
Il a officié dans des compétitions majeures : 
- Coupe du monde de football des moins de 20 ans 1983 (1 match)
- Coupe du monde de football des moins de 16 ans 1985 (4 matchs dont la finale)
- Coupe du monde de football de 1986 (1 match)
- JO 1988 (1 match)